# Half Zantop
Half Zantop (* 24. April 1938 in Eckernförde; † 27. Januar 2001 in Etna bei Hanover (New Hampshire)) war ein deutsch-amerikanischer Geologe und Hochschullehrer. Er war spezialisiert auf Lagerstättenkunde (economic geology).

## Leben
Half Zantop war Sohn des Druckers Alfred Zantop und seiner Frau Margarete geb. Buchenau. Seine Eltern lebten in Barcelona, wo er auch die Schule besuchte. Zantop studierte an der Albert-Ludwigs-Universität Freiburg, an der Washington State University und an der Stanford University School of Earth Sciences Geologie. Er promovierte 1969 in Stanford.
1970 Heirat mit der Politikwissenschaftlerin und Germanistin Susanne Zantop geb. Korsukéwitz. Von 1969 bis 1975 lebten sie in verschiedenen Ländern Südamerikas, Afrikas und in Spanien, wo Half Zantop jeweils als Geologe für das Bergbauunternehmen Kennecott Copper und den Stahlerzeuger Bethlehem Steel tätig war. 1975 kam Half Zantop mit seiner Familie zu einem einjährigen Studienaufenthalt an die Universität Heidelberg. 1976 kam er an das Dartmouth College und wurde hier 1982 Associate Professor und 1988 full Professor für Geowissenschaften. Zantop war zeitweilig Gastprofessor an der Ruprecht-Karls-Universität Heidelberg.
Am 27. Januar 2001 wurde das Ehepaar Zantop in seinem Haus in Etna von zwei Jugendlichen in räuberischer Absicht überfallen und ermordet. Der Fall erregte großes Aufsehen. Auf dem Campus von Dartmouth College erinnert der Zantop Garden vor Richardson Hall seit 2009 an die beiden Hochschullehrer. Im Nachlass des Paares sind Sammlungsbestandteile der Sammlung seines Großvaters Siegfried Buchenau dokumentiert.

## Schriften
- Trace element distribution in manganese oxides and iron oxides from the San Francisco manganese deposit, Jalisco, Mexico. Stanford 1969 (Diss.)
- mit Werner R. Gocht, Roderick G. Eggert: International mineral economics : mineral exploration, mine valuation, mineral markets, international mineral policies, Springer, Berlin 1988